# 朝鲜半岛行政区划
朝鲜历史上有史可证的道制历史始于11世纪高丽王朝时期，更早的统一新罗时代，于7世纪后期设置过州和牧等一级行政区。

## 汉晋郡县的行政区划

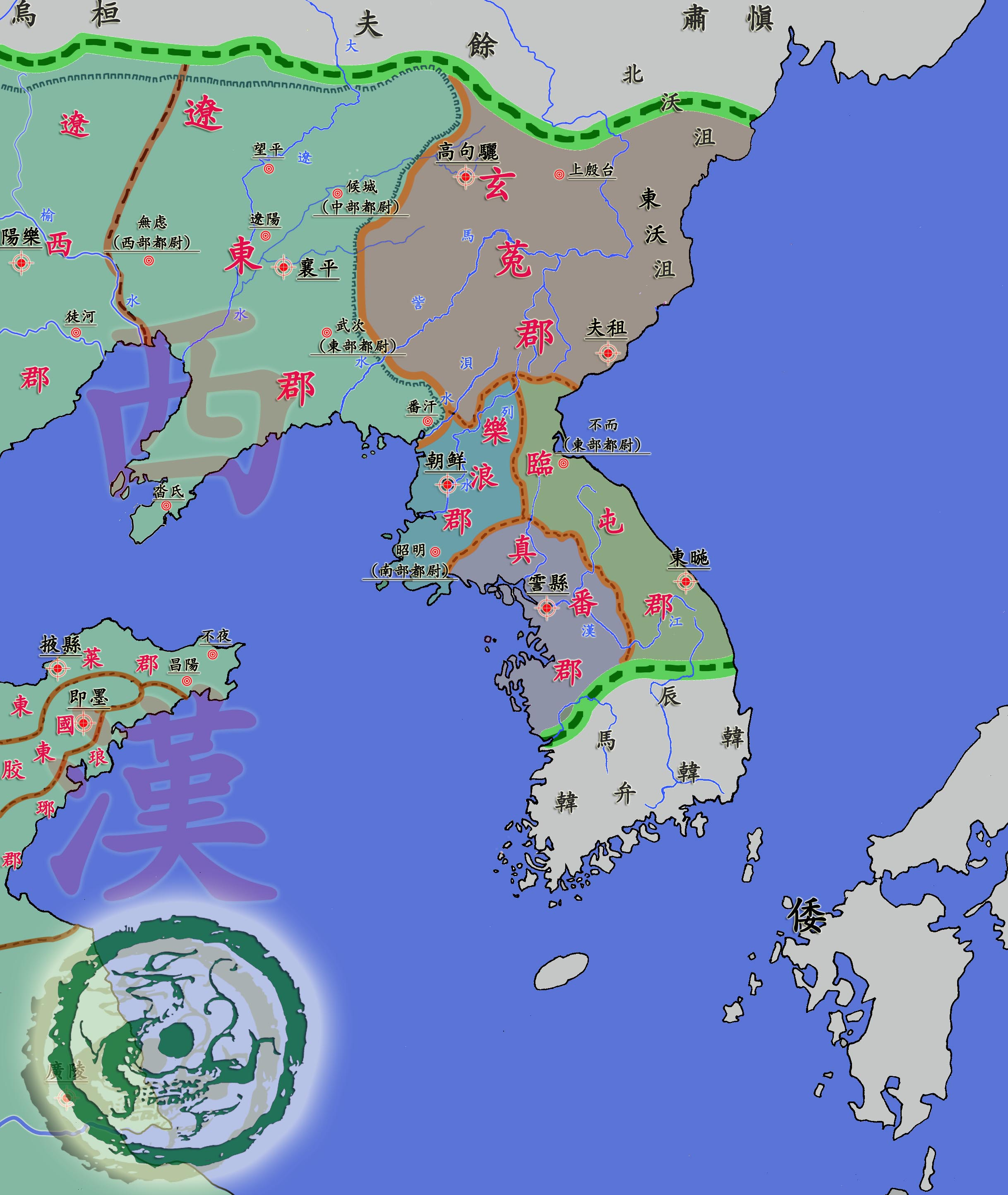
天汉年间东北亚局势

汉武帝在征服衛滿朝鮮後在约前108年於朝鮮半島北部和中部设立的四个郡，分别為乐浪郡、玄菟郡、真番郡及臨屯郡。但是四郡并存的情况只存在了二十多年，到前82年，真番、临屯二郡與玄菟郡的東部地區被并入樂浪郡，玄菟郡治西遷至高句驪縣。之后的东汉、曹魏与西晋皆保留了乐浪郡与玄菟郡。東漢末割據遼東的公孫氏分樂浪郡南部原真番郡轄地為帶方郡，並為魏、西晉所承繼。从313年开始乐浪郡与原真番郡轄地帶方郡由于成为中原王朝的飞地，受到了孤立，在4世纪时成为百济国和高句丽争夺的焦点，5世纪开始被高句丽吞并。
在四郡設立之前，武帝元朔年間曾於朝鮮半島東部的穢貃地區設立蒼海郡，由於記載簡略，其建制情況尚未得到確切考定。
中国王朝漢朝、公孫氏、曹魏和西晋對这一地区的先后統治，一直持續到公元四世紀初晋朝陷於內亂，才被高句麗和百济所取代。

## 朝鲜三国时代的行政区划

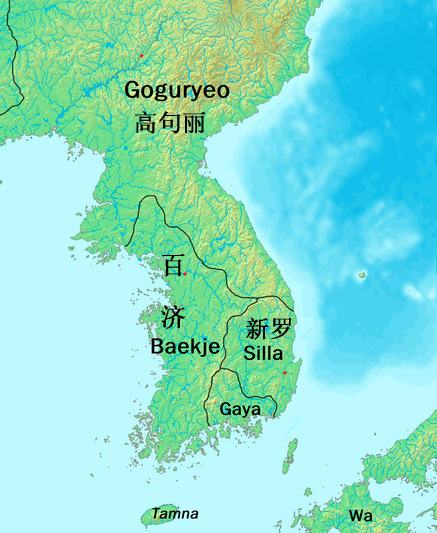
4世纪末时朝鮮半島三国时代的版图

进入4世纪以后，高句丽在鸭绿江流域兴起，兼并北部的各部落国家，并于313年侵略汉四郡,经过一个世纪与百济的争夺，完全控制了汉四郡故地。在南部，百济灭了马韩54国。辰韩也由12国合并为新罗,而新罗的北部一直也有靺鞨部落的骚扰。六世纪开始，朝鲜半岛形成高句丽、新罗、百济三雄争霸的局面。三国之间的关系很微妙，一会儿是友，一会儿是敌。新罗最初与高句丽结盟以对付百济和倭國。随着高句丽的南下，新罗开始与百济结盟对付高句丽。新罗从百济手中夺到被高句丽霸占的汉江流域后，疆土抵达黄海开始与唐朝结盟对付百济和高句丽。
三国时代时朝鲜半岛各个国家各自为政，并没有统一的行政区划。地方似乎使用不太规范的州制，如比列忽州等。

## 统一新罗的行政区划

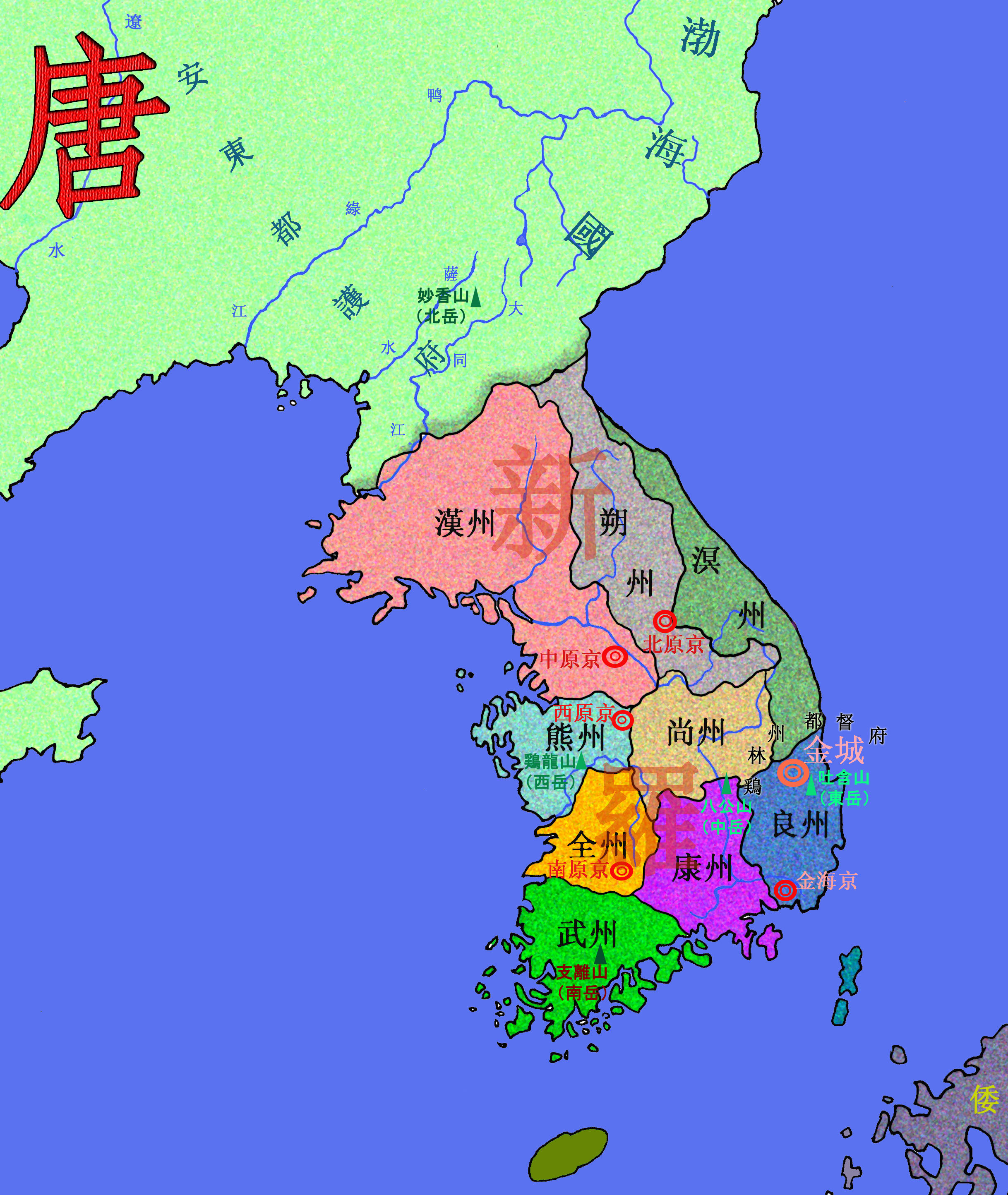
新罗九州

660年，唐朝帮助朝鲜半岛东南部的新罗征服了西南部的原百济统治地区，668年，又同唐朝灭亡了北部的高句丽，朝鲜半岛大部分土地第一次被单一政权统治，统一新罗的北部由西部的大同江延伸到东方的元山。721年，新罗北与唐朝的安东都督府和渤海国毗邻，并且在平壤到元山修建了一道长城。唐朝在今朝鲜半岛中南部也设立的羁縻州鸡林州都督府，由新罗王兼任都督。
统一新罗的首都在金城（今日的庆州），五个别都(小京)分别是：金冠京（金海）、南原京、西原京（清州）、中原京（忠州）、北原京（原州）。
整个国家划分为9个州，3个在660年以前的新罗境内，另外原高句丽和百济的领地上也分别设置了各3个州。
以下表格为统一新罗时期一级政区一览。
| 前屬國家 | 州   | 韓字 | 漢字 | 首府           | 現代地名對應             |
| -------- | ---- | ---- | ---- | -------------- | ------------------------ |
| 新羅     | 良州 | 양주 |      | 良州           | 庆尚道东部               |
| 新羅     | 康州 | 강주 |      | 康州           | 庆尚南道西部             |
| 新羅     | 尙州 | 상주 |      | 尙州           | 庆尚北道西部             |
| 百济     | 武州 | 무주 |      | 武州           | 全罗南道                 |
| 百济     | 全州 | 전주 |      | 全州           | 全罗北道                 |
| 百济     | 熊州 | 웅주 |      | 公州           | 忠清南道                 |
| 高句丽   | 汉州 | 한주 |      | 汉州（今首爾） | 忠清北道、京畿道、黄海道 |
| 高句丽   | 朔州 | 삭주 |      | 朔州           | 江原道西部               |
| 高句丽   | 溟州 | 명주 |      | 溟州           | 江原道东部               |

## 高丽的一级区划
892年，甄萱在新罗的西南部建立了后百济；918年，王建在西北建立了高丽，首都在松岳（今日的开城）。935年，高丽消灭了新罗，次年（936年）又灭亡了后百济。松岳更名为开京。
高丽有一个首都和三个别都：东京（今日庆州）、南京（今日首尔）、西京（今日平壤）。
起初，高丽全境划分为开京附近的畿内和12个牧，12牧不久后重新划分为10道。1009年，10道再次重新划分为5道和2界。
以下表格为高丽一级政区沿革情况一览。
| 新罗的一级政区 | 行政区划 | 1009之前的诸道 | 1009之后的诸道 | 现在的位置   |
| -------------- | -------- | -------------- | -------------- | ------------ |
| 汉州           | 京畿     | 京畿道         | 京畿道         | 开城         |
| 汉州           | 扬州牧   | 关内道         | 西海道         | 黄海道       |
| 汉州           | 黃州牧   | 关内道         | 西海道         | 黄海北道     |
| 汉州           | 海州牧   | 关内道         | 西海道         | 黄海南道     |
| 汉州           | 廣州牧   | 关内道         | 楊廣道         | 京畿道       |
| 汉州           | 忠州牧   | 中原道         | 楊廣道         | 忠清北道     |
| 熊州           | 清州牧   | 中原道         | 楊廣道         | 忠清北道     |
| 熊州           | 公州牧   | 河南道         | 楊廣道         | 忠清南道     |
| 全州           | 全州牧   | 江南道         | 全罗道         | 全罗北道     |
| 武州           | 罗州牧   | 海阳道         | 全罗道         | 全罗南道     |
| 武州           | 昇州     | 海阳道         | 全罗道         | 全罗南道     |
| 尚州           | 尚州牧   | 岭南道         | 庆尚道         | 庆尚北道     |
| 康州           | 晋州牧   | 山南道         | 庆尚道         | 庆尚南道西部 |
| 良州           | 晋州牧   | 岭东道         | 庆尚道         | 庆尚南道东部 |
| 朔州           | 不適用   | 朔方道         | 交州道         | 江原道       |
| 溟州           | 不適用   | 朔方道         | 东界           | 江原道       |
| 不適用         | 不適用   | 浿西道         | 北界           | 平安道       |

## 朝鲜王朝及大韩帝国
朝鲜王朝及大韓帝國时期，以道为一级行政区。道之下，为郡、县。17世纪后期，郡县之下为面、里。

### 朝鲜八道

朝鮮八道示意圖

朝鮮八道示意图

1413年，朝鮮王朝将全国分为8个道：忠清道、江原道、京畿道、庆尚道、全罗道、咸镜道、黄海道和平安道。

### 朝鲜后期的府制
1895年，朝鲜将全国分为23个府，各自以首府所在城市名称命名，这次废道置府的政策比较短暂，不久后又重新使用早前的道制。
府名一览：安东府、春川府、忠州府、大邱府、东莱府、江陵府、公州府、海州府、咸兴府、汉城府、洪州府、仁川府、济州府、全州府、晋州府、开城府、江界府、镜城府、甲山府、罗州府、南原府、平壤府、义州府。

### 大韩帝国诸道
1896年恢复了早前的八道，同时其中的5个道各分为北道和南道，它们是忠清道、庆尚道、全罗道、咸镜道、平安道。新的十三道历经日本殖民时代一直沿用到1945年朝鲜分裂。
这13道分别是：忠清北道、忠清南道；江原道；京畿道；庆尚北道、庆尚南道；咸镜北道、咸镜南道；黄海道；全罗北道、全罗南道和平安北道、平安南道。

## 南北分裂后的诸道

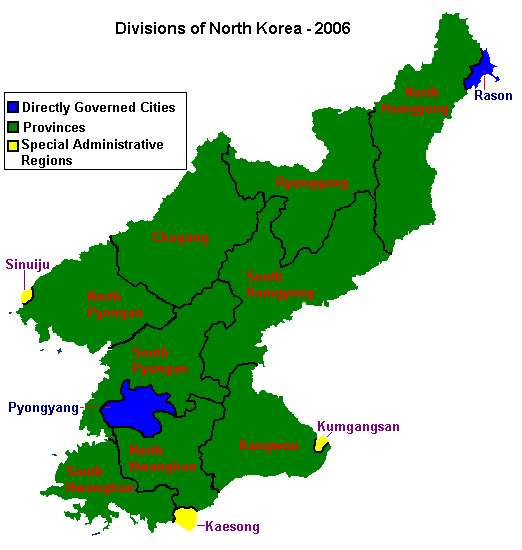
北韓行政區劃

南韓行政區劃

1945年二战结束后，朝鲜半島分劃為美国佔領區（南方佔領區）和苏联佔領區（北方佔領區），1948年，北方占领区建立了朝鲜民主主义人民共和国，南方占领区建立了大韩民国。
3个道—黄海，京畿，江原—由38线所切割。
- 黄海道大部分地区位于苏联占领区内，南部小部分被合并到南方的京畿道。
- 京畿道大部分地區位於美國佔領區內。於1946年，在蘇聯佔領區內原京畿道的一小部分併入江原道（見下條）；原属于京畿道的开城在朝鲜战争后先并入北朝鲜黃海北道,1955年又與開豐郡及板門郡統合，成為了開城直轄市。2003年，北朝鮮政府發佈，開城直轄市成為了開城特級市。
- 江原道切分为南北两部分，南北两方分别设置了江原道。北境内的江原道于1946年合并了原京畿道北部的一小块以及咸镜南道南部一部分（元山市附近）

1946年，南方的漢城（後更名首爾）和北方的平壤脱离所属的京畿道和平安南道成为特别市。后来南方从全罗南道分置了新的济州道（1946年），北方则从平安北道分置慈江道（1949年），並从咸镜南道分置了两江道（1954年）。
| 大韓民國（）               |                  |  |            |           |        |
| 京畿                       | 首爾特別市       |  | 中區       | 9,853,972 | 606    |
| 京畿                       | 京畿道           |  | 水原市     | 8,937,752 | 10,136 |
| 京畿                       | 仁川广域市       |  | 南洞區     | 2,466,338 | 958    |
| 江原                       | 江原特別自治道   |  | 春川市     | 1,484,536 | 16,536 |
| 全羅                       | 全北特別自治道   |  | 全州市     | 1,887,239 | 8,047  |
| 全羅                       | 全羅南道         |  | 务安郡     | 1,994,287 | 11,956 |
| 全羅                       | 光州广域市       |  | 西區       | 1,350,948 | 501    |
| 慶尚                       | 慶尚北道         |  | 大邱广域市 | 2,716,218 | 19,021 |
| 慶尚                       | 慶尚南道         |  | 昌原市     | 2,970,929 | 10,518 |
| 慶尚                       | 釜山广域市       |  | 蓮堤區     | 3,655,437 | 765    |
| 慶尚                       | 大邱广域市       |  | 中區       | 2,473,990 | 886    |
| 慶尚                       | 蔚山广域市       |  | 南區       | 1,012,110 | 1,056  |
| 忠清                       | 忠清北道         |  | 清州市     | 1,462.621 | 7,433  |
| 忠清                       | 忠清南道         |  | 大田广域市 | 1,840,410 | 8,590  |
| 忠清                       | 大田广域市       |  | 中區       | 1,365,961 | 540    |
| 濟州                       | 濟州特別自治道   |  | 濟州市     | 512,541   | 1,846  |
| 朝鮮民主主義人民共和國（） |                  |  |            |           |        |
| 平安                       | 平壤直轄市       |  |            | 3,255,388 | 3,194  |
| 平安                       | 新義州特別行政區 |  |            | 349,500   | 132    |
| 平安                       | 平安北道         |  | 新義州市   | 2,450,110 | 12,191 |
| 平安                       | 平安南道         |  | 平城市     | 3,597,557 | 12,330 |
| 平安                       | 南浦特別市       |  |            | 455,000   | 829    |
| 平安                       | 慈江道           |  | 江界市     | 1,147,946 | 16,613 |
| 咸鏡                       | 咸鏡北道         |  | 清津市     | 2,327,000 | 15,980 |
| 咸鏡                       | 咸鏡南道         |  | 咸興市     | 3,050,000 | 18,534 |
| 咸鏡                       | 兩江道           |  | 惠山市     | 660,000   | 13,880 |
| 咸鏡                       | 羅先特別市       |  |            | 205,000   | 746    |
| 黃海                       | 黃海北道         |  | 沙里院市   | 2,113,672 | 8,157  |
| 黃海                       | 黃海南道         |  | 海州市     | 2,310,485 | 8,450  |
| 黃海                       | 开城特级市       |  |            | 308,400   | 1,309  |
| 江原                       | 江原道           |  | 元山市     | 1,477,582 | 11,091 |

### 引用
1. ↑  Sources include Nahm 1988;  （页面存档备份，存于）

### 书籍
- Nahm, Andrew C. (1988).  Korea: Tradition and Transformation - A History of the Korean People.  Elizabeth, NJ: Hollym International.